# Lozotaeniodes brusseauxi
Lozotaeniodes brusseauxi is een vlinder uit de familie bladrollers (Tortricidae). De wetenschappelijke naam is voor het eerst geldig gepubliceerd in 1999 door Gibeaux.
De soort komt voor in Europa.